# 佐藤大辅
佐藤大辅（1964年4月3日—2017年3月22日），小说家、电子游戏设计师与漫画原作者，出生于日本石川县。他的主要作品有描寫冷戰時期日本南北分裂的架空歷史小說《征途》、奇幻戰爭小說《皇国的守护者》、喪屍漫畫《學園默示錄》等。在2017年3月22日，佐藤大辅因缺血性心脏病逝世。

## 作品
小说
- 征途（1-3卷，完结）
  - 征途（文库版，上中下卷，完结）

漫画原作
- 学园默示录（作画：佐藤庄司，富士见书房，1-7卷，因作者逝世，宣告絕筆）